# Косковиці
Косковиці (пол. Koskowice, нім. Koischwitz) — село в Польщі, у гміні Легницьке Поле Легницького повіту Нижньосілезького воєводства.
Населення — 416 осіб (2011).
У 1975-1998 роках село належало до Легницького воєводства.

## Демографія
Демографічна структура станом на 31 березня 2011 року:
|          | Загалом | Допрацездатний вік | Працездатний вік | Постпрацездатний вік |
| -------- | ------- | ------------------ | ---------------- | -------------------- |
| Чоловіки | 199     | 44                 | 136              | 19                   |
| Жінки    | 217     | 42                 | 123              | 52                   |
| Разом    | 416     | 86                 | 259              | 71                   |